# Diario di una teenager
Diario di una teenager (The Diary of a Teenage Girl) è un film del 2015 diretto da Marielle Heller, basato sul romanzo grafico The Diary of a Teenage Girl, an Account in Words and Pictures di Phoebe Gloeckner, pubblicato in Italia con il titolo Diario di una ragazzina.
È stato presentato fuori concorso al Festival di Berlino 2015 dove ha vinto il Gran Prix of Generation e al Sundance Film Festival 2015, aggiudicandosi il premio per la miglior fotografia.

## Trama
Ambientato nel 1976 a San Francisco, la quindicenne Minnie racconta le sue tribolazioni e le sue numerose esperienze sessuali attraverso disegni espressivi e missive dolorosamente oneste confidate a un registratore.

## Riconoscimenti
- 2016 - Independent Spirit Awards
  - Miglior film d'esordio a Marielle Heller
  - Candidatura per la Miglior attrice protagonista a Bel Powley
  - Candidatura per la Miglior sceneggiatura d'esordio a Marielle Heller
- 2015 - Gotham Awards[2]
  - Miglior attrice a Bel Powley
  - Candidatura per il Miglior film
  - Candidatura per il Miglior regista rivelazione a Marielle Heller
  - Candidatura per la Miglior sceneggiatura a Marielle Heller
- 2015 - Festival di Berlino
  - Gran Prix of Generation
- 2015 - Sundance Film Festival
  - Miglior fotografia a Brandon Trost